# Korżauka (przystanek kolejowy)
Korżauka (biał. Коржаўка, ros. Коржевка) – przystanek kolejowy i mijanka w miejscowości Akryjony, w rejonie petrykowskim, w obwodzie homelskim, na Białorusi. Leży na linii Homel - Łuniniec - Żabinka. Nazwa pochodzi od pobliskiej miejscowości Korżauka.
Powstała w 1886 na linii drogi żelaznej poleskiej. Dawniej stacja kolejowa. Korżauka utraciła status stacji w 2017.